# Brazieria entomostoma
Brazieria entomostoma је пуж из реда Stylommatophora и фамилије Zonitidae. 

## Угроженост
Подаци о распрострањености ове врсте су недовољни.

## Распрострањење
Ареал врсте је ограничен на Микронезију.